# Tibor Filo
Tibor Filo (* 10. April 1984 in Považská Bystrica, Tschechoslowakei) ist ein slowakischer Volleyballspieler.

## Karriere
Tibor Filo startete seine Karriere im heimischen Trenčín und wechselte dann ins tschechische Zlín, wo er nebenher auch ein Wirtschaftstudium begann. Anschließend spielte er in Österreich bei Union Raiffeisen Arbesbach. Danach wechselte der Mittelblocker zum spanischen Verein Jusa Canarias Las Palmas. Von 2009 bis 2011 spielte Tibor Filo in der deutschen Bundesliga beim TV Rottenburg, bevor er im Januar 2012 zum Ligakonkurrenten evivo Düren wechselte. Nach jeweils einer erneuten Saison 2012/13 beim TV Rottenburg und 2013/14 bei evivo Düren spielte Filo von 2014 bis 2016 wieder in Österreich bei Union Raiffeisen Arbesbach. Anschließend wechselte er wieder nach Deutschland zum SV Fellbach.